# دنگ وی (بازیگر)
دنگ وی (چینی ساده: 邓为; چینی سنتی: 鄧為; پین‌یین: Dèng Wéi؛ زادهٔ ۲۶ فوریه ۱۹۹۵) بازیگر اهل چین است.